# Liane de Vries
Liane de Vries was een in Rotterdam geboren zangeres die, gedurende de Belle-Époque, optrad in veel Europese steden met name in Parijs.

## Carrière
De Vries begon haar carrière waarschijnlijk in Florence in Italië waar zij optrad in het Trianon, ze was toen net 20 jaar oud.
Ze werd ontdekt door Henri Jurgens, de bekende impresario, toen zij optrad in een café-chantant in Marseille in 1885.
Ze werkte samen met een danseres, bij de auditie bij Jurgens en een bevriende schrijver Le Queux, werd de Spaanse dans begeleid door zang van Liane, zij zong twee chansons.
Beide heren waren enthousiast mede door de prachtige stem van De Vries. De danseres was de later zeer bekende La Belle Otero.
De Vries werd vervolgens tegen hoge traktementen gecontracteerd bij veel beroemde theaters. Zij trad onder meer op in: Folies Marginy; 
Folies Bergère; El Dorado en La Scala in Parijs; het Alhambra in Londen; de Trianon in Florence; Sint Petersburg (1896 en 1897); München; Nice (1901) en de Wintergarten in Berlijn . 
Vooral haar optreden in het laatst genoemde theater maakt haar wereldberoemd.
Na verloop van tijd was zij schatrijk en vertoonde zich in uitbundige japonnen met chique hoeden en extreem dure sieraden.
In 1910 is zij de enige erfgename van baron Hermann Widerhofer die op 27 februari van dat jaar werd gedood tijdens een duel. Of zij de erfenis heeft kunnen verzilveren is niet bekend. Een van de laatste berichten over haar vermeldde dat zij in 1912 München bezocht.

## Afbeeldingen

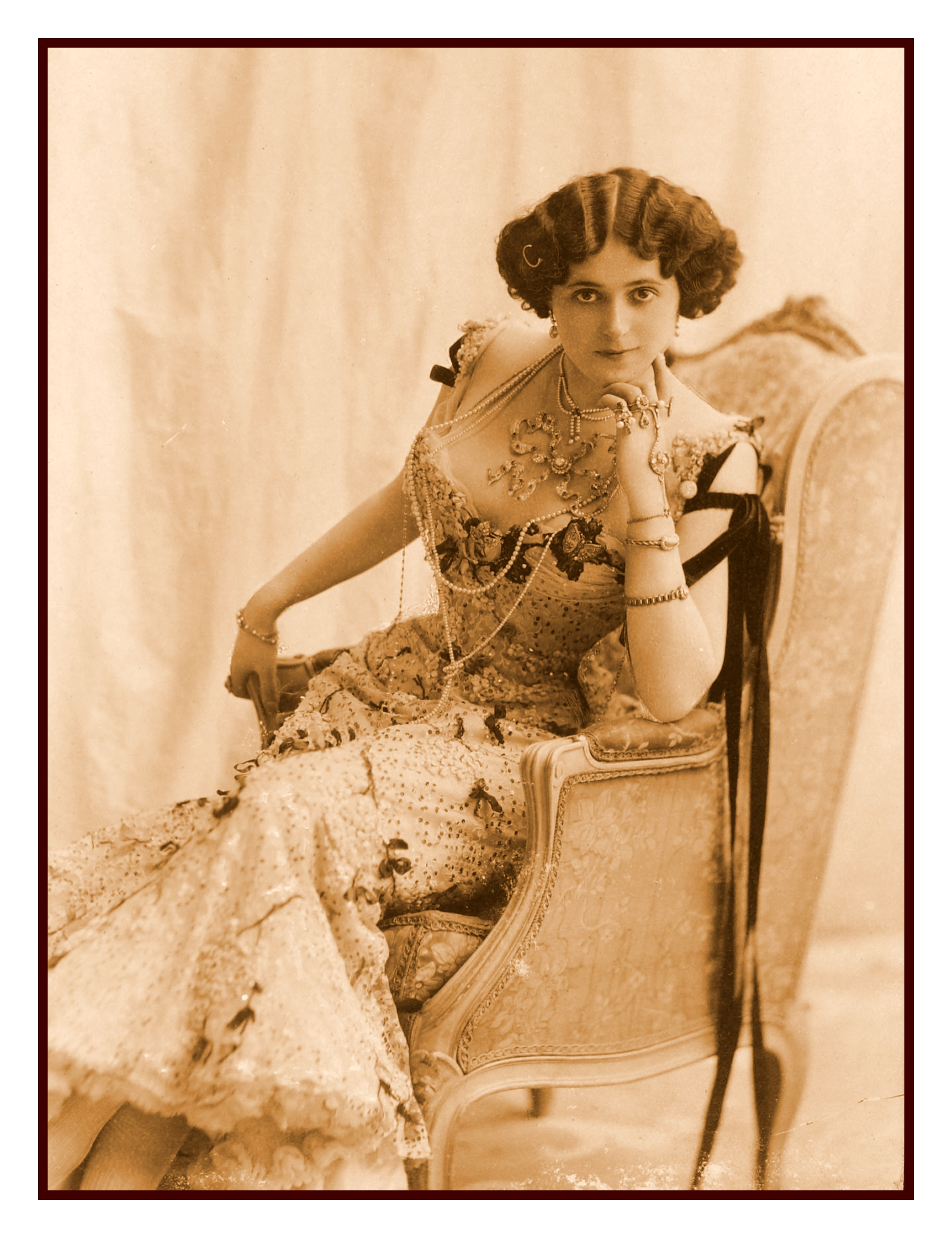
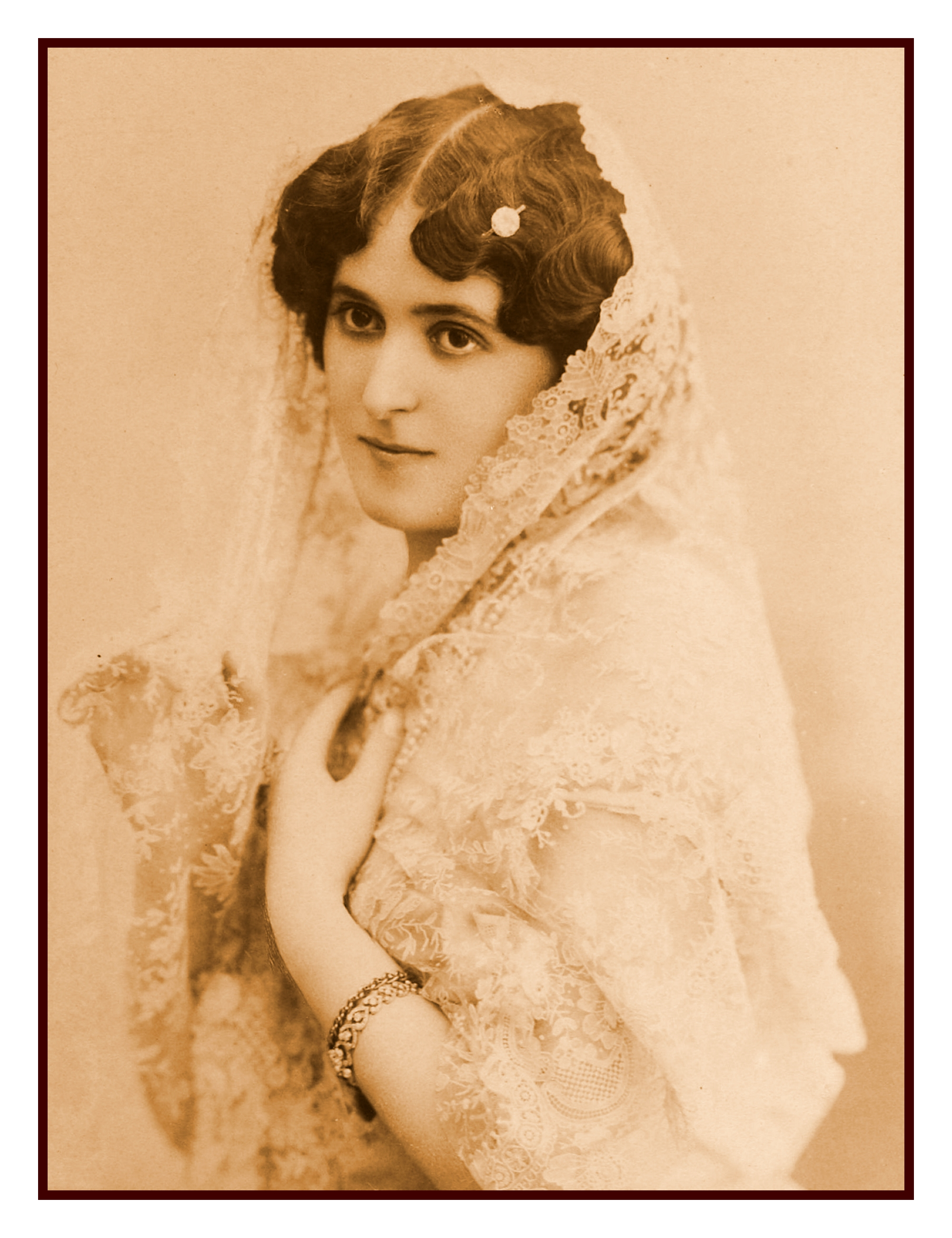
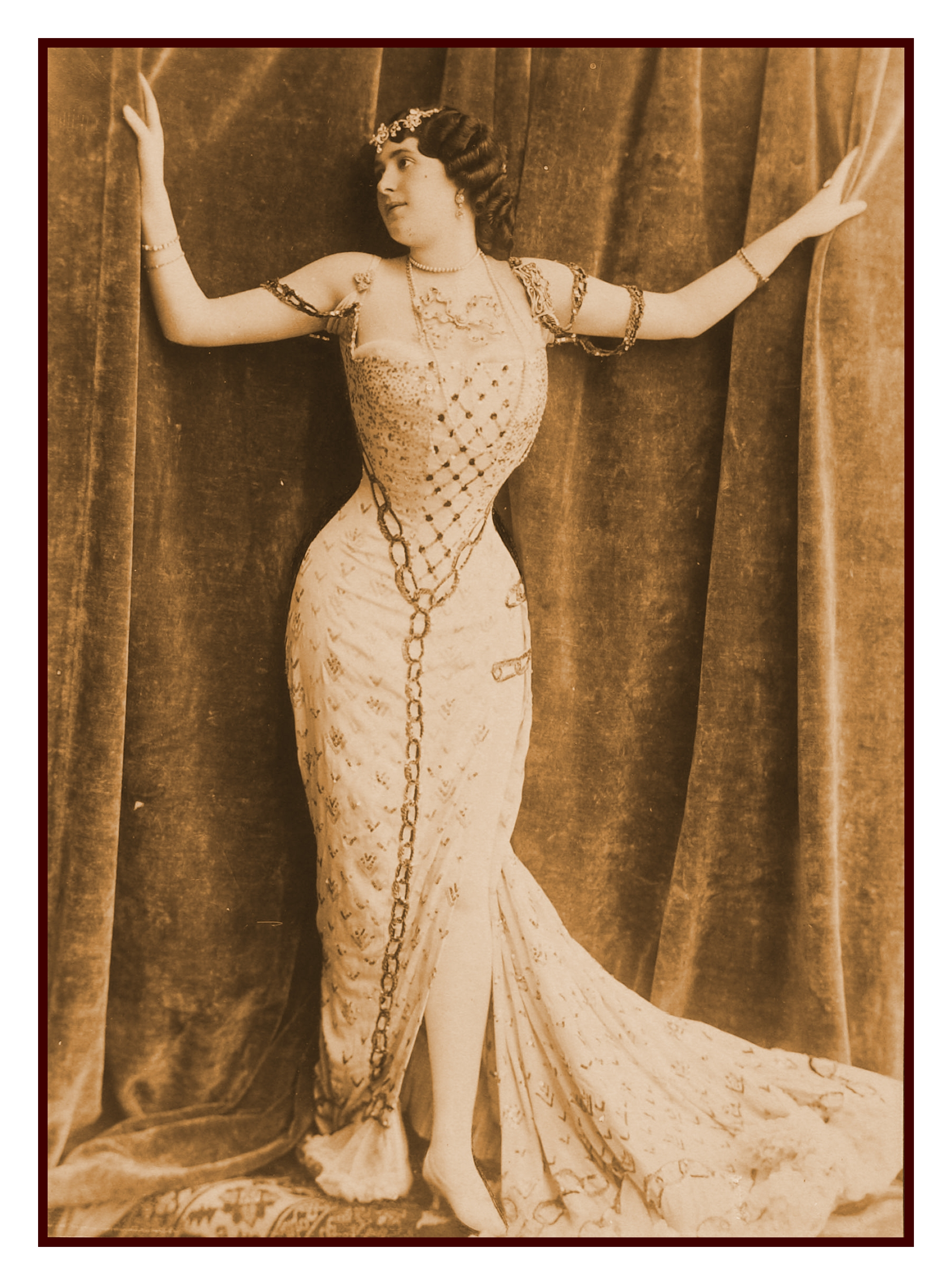
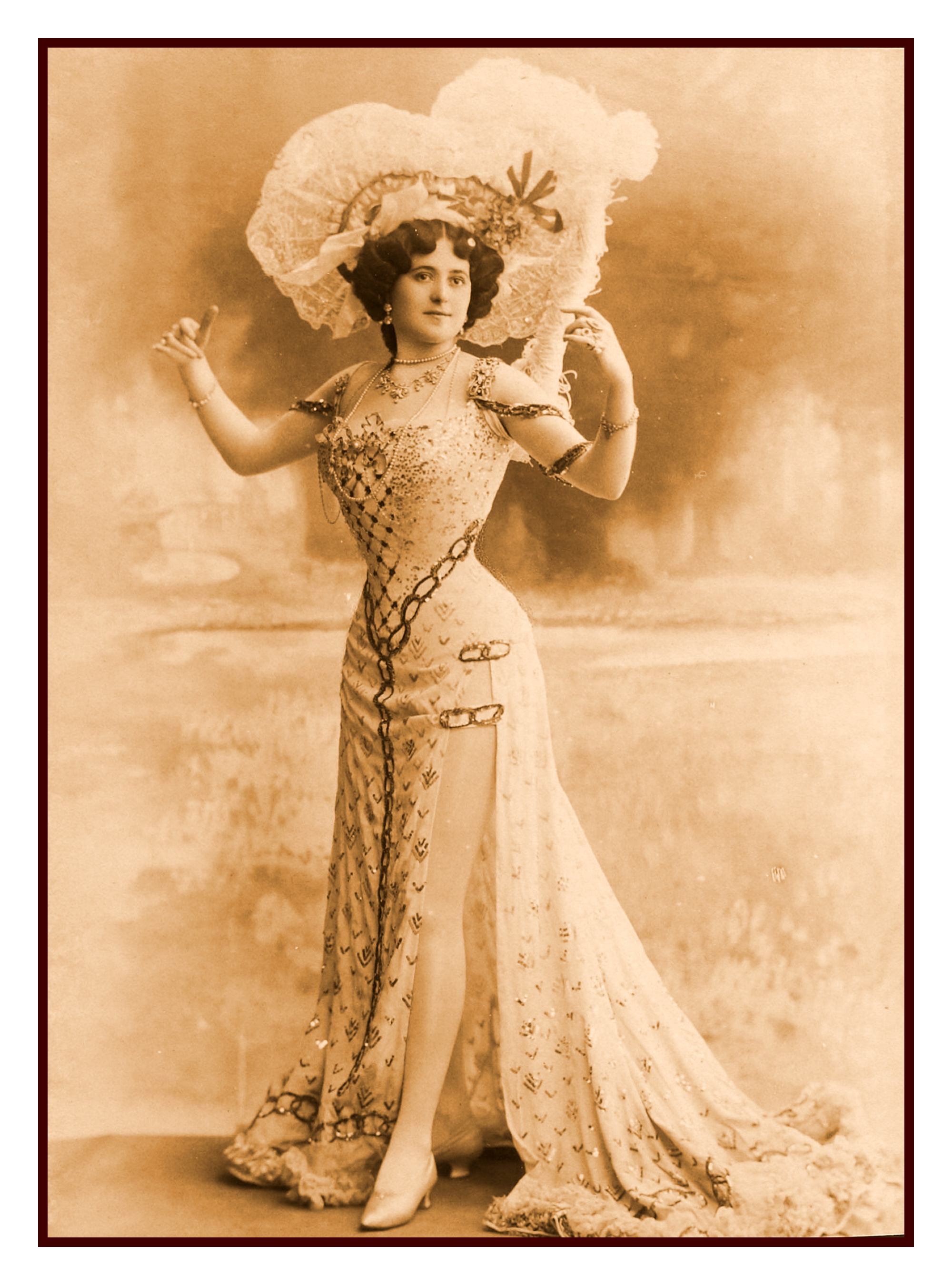
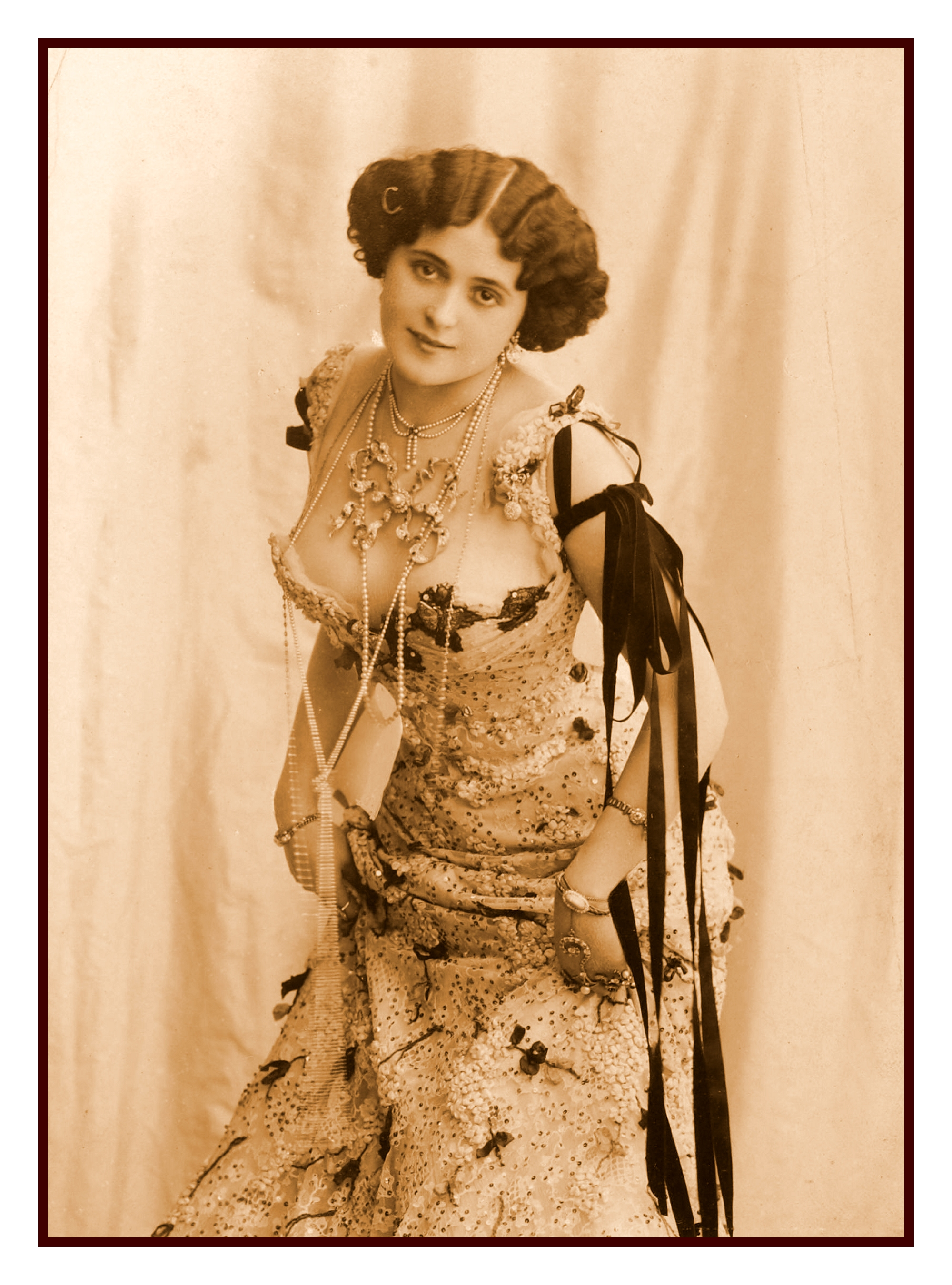

- Bronnen, noten en/of referenties
  1. ↑  De Telegraaf, 07-01-1897
  2. ↑  The Real Le Queux, p. 215, Norman St. Barbe Sladen, 1938
  3. ↑  Figaro, 11-08-1895
  4. ↑  Variety (April 1911)
  5. ↑  Le Courrier musical, 1897
  6. ↑  Black & white illustrated budget, 1901
  7. ↑  de Telegraaf, 07-01-1897
  8. ↑  Die Theater in Mariahilf, Aktionstheater Ensemble, 2018
  9. ↑  New York NY Morning Telegraph, 25-06-1900
  10. ↑  Black and White Budget, 16-03-1901
  11. ↑  Berliner Börsenzeitung - 1910-05-22
  12. ↑  Figaro, 14-09-1912